# Upplands runinskrifter 150
Upplands runinskrifter 150 är en vikingatida runsten av granit i Karby, Täby socken och Täby kommun. 
Runstenen är av grå granit, 0,8 meter hög, 0,6 meter bred och 0,3 meter tjock. Runhöjden är 5-7 centimeter. Ristningen vetter mot nordväst.
Stenen är en av jarlabankestenarna.

## Källor

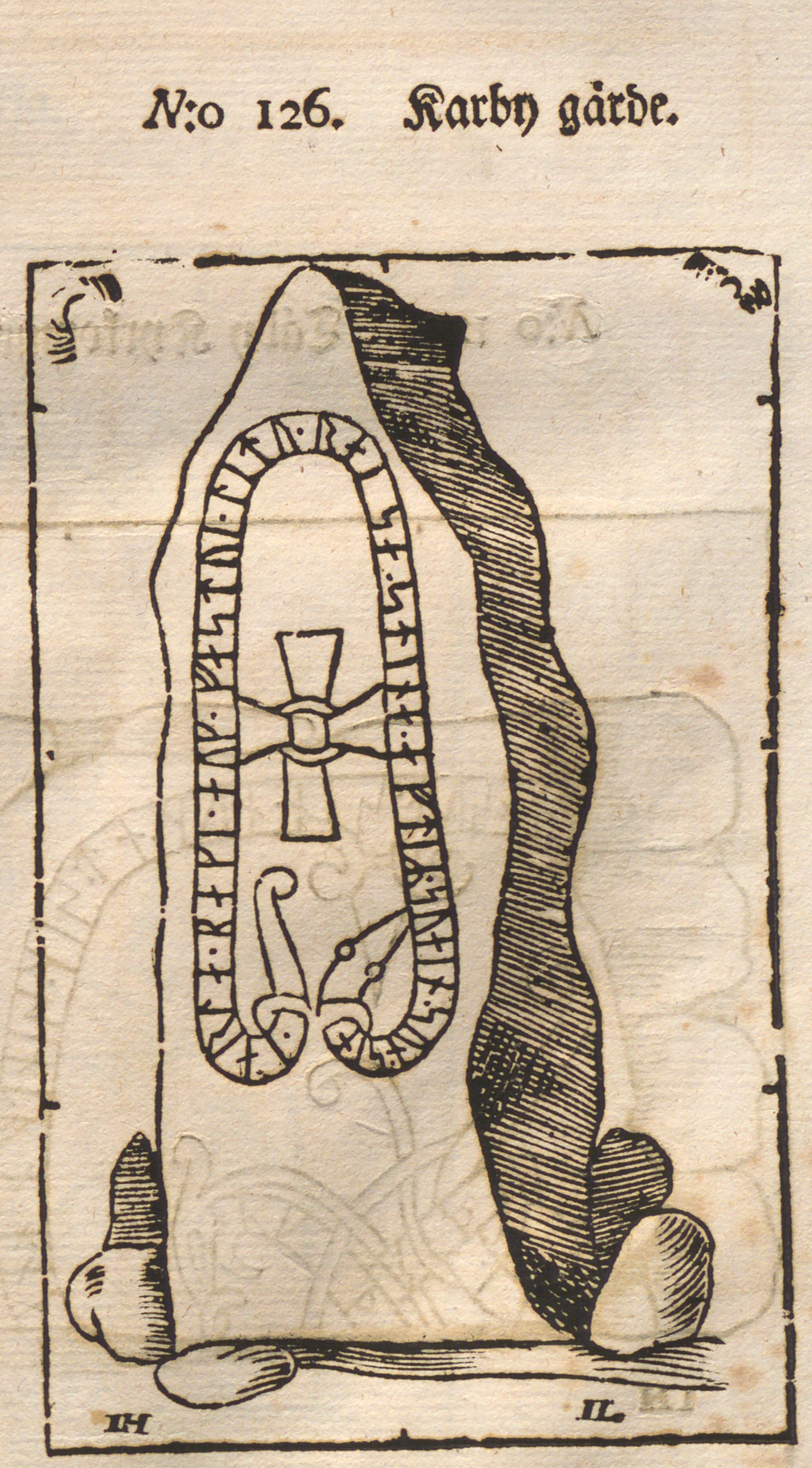
U 150 avbildad i Bautil.

## Inskriften
Translitterering av runraden:
[· iarla·b]aki · auk · fastui · litu · raisa · stina · aftiʀ [· suain · sun · sin]
Normalisering till runsvenska:
Iarlabanki ok Fastvi letu ræisa stæina æftiʀ Svæin, sun sinn.
Översättning till nusvenska:
Jarlabanke och Fastvi läto resa stenarna efter Sven, sin son...